# Hilaire d'Arles
Figure énergique et originale, Hilaire d’Arles (Hilarius Arelatensis, 401 - 5 mai 449) fut de ces moines-évêques qui, à la suite de saint Martin, contribuèrent activement à l'enracinement du christianisme en Gaule. Il fut archevêque d’Arles de 430 à sa mort et saint de l'Église catholique romaine ; il est fêté localement le 5 mai.

## Biographie

### Jeunesse
Hilaire nait en 401. Issu d'une riche famille d'origine grecque de Bourgogne, de Lorraine ou de Belgique[réf. nécessaire] (probablement la même origine géographique que son prédécesseur et parent Honorat d'Arles). Il a une sœur, Piméniole, qu'il marie à Loup de Troyes. Il étudie l’éloquence et les belles-lettres. Après ses études, il occupe un poste important dans l'administration impériale. Attaché au monde et à ses « appâts illusoires », il reste alors rétif aux exhortations d'Honorat pour essayer de l'en détacher.

### Moine à Lérins
Toutefois, il change d’avis peu après et rejoint Honorat au monastère de Lérins. Il rejette alors tout ce qui avait eu pour lui jusque-là un attrait, distribue tous ses biens et, attiré de manière irrésistible par l'amour de Dieu, œuvre de toutes ses forces pour rattraper le temps perdu en futilités et pour progresser vers la perfection monastique sous la direction d’Honorat. Pendant cette période, Eucher, futur évêque de Lyon, lui confie l'éducation de ses deux fils Salon (Salonius) et Véran.

### Premiers contacts avec Arles
En 428, il accompagne Honorat, devenu évêque d'Arles ; Hilaire l’assiste quelque temps dans ses tâches pastorales ;  mais l'amour de la solitude l'emportant, il retourne rapidement dans l'île monastique. Il répond toutefois à l'invitation d'Honorat pour l'assister dans ses derniers moments. Après le décès de l’évêque le 16 janvier 430, Hilaire en fait l'éloge funèbre, dépeignant ce qu'est la vie monastique. On retrouve dans cette Vita les thèmes traditionnels. La vie monastique y est définie comme un service de Dieu. 
Mais il ne s’attarde pas et reprend aussitôt le chemin du monastère, par crainte d'être élu pour lui succéder. Il est alors arrêté par le gouverneur Castus et ramené de force en ville, où le clergé et le peuple procèdent dans un grand élan d'enthousiasme à son élection. On rapporte que comme le saint protestait, en disant qu'il ne se soumettrait que si Dieu lui montrait de manière évidente que telle était Sa volonté, une colombe blanche comme neige vint se poser sur sa tête, et elle ne s'envola qu'après qu'il eut donné son assentiment.

### Archevêque d'Arles
Il est ainsi élu évêque malgré lui à 29 ans. Arles est alors une métropole dont la juridiction englobe plus de 25 évêchés de Provence.
Ses prédications
Il connaît des débuts difficiles, car son caractère lui fait interpeller du haut de la chaire les fidèles pour les apostropher par leur nom[réf. nécessaire] : « Vous l'épicière, vous faussez vos balances... Vous le juge, votre jugement dépend des poulardes qu'on vous donne. » Il change alors sa façon de parler et s’adapte à son auditoire quand il s'aperçoit que ses fidèles se font plus rares et qu'ainsi la parole de Dieu n'est plus entendue. Hilaire est connu par son talent oratoire : il sait s'adresser aussi bien aux grands de ce monde qu'aux gens du peuple, et il prêche la vérité évangélique sans déguisement et sans craindre les puissants, n'hésitant pas à les reprendre directement en public. Mais il se montre néanmoins d'une grande tendresse à l'égard des pécheurs. Son grand principe est de tout rapporter à Dieu et d'examiner en tout temps l'état de son âme, comme si elle était prête à être examinée par le souverain Juge. 
Un prélat actif
Pendant toute la durée de son ministère épiscopal, Hilaire lutte contre les hérésies, surtout contre le pélagianisme, en collaboration avec son ami Germain d'Auxerre. Il préside plusieurs conciles, rétablit la discipline ecclésiastique, fonde des églises et des monastères qui suivent la tradition de Lérins. Certains le font participer au concile qui députe en Grande-Bretagne saint Germain d’Auxerre et Saint Loup de Troyes pour y aller défendre la grâce contre les Pélagiens. Toutefois ce concile se serait tenu plus probablement en 428, sous l’épiscopat d’Honorat.
En 434, il consacre saint Maxime de Riez, sur l’évêché de Riez. En tant que métropolite de Provence, il préside les conciles de Riez (29 novembre 439), d'Orange (441), de Vaison (442) et d'Arles (443). Le concile de Riez reprend bon nombre des dispositions du concile de Turin (397 ou 418) et essaye de remédier également au désordre de l’évêché d’Embrun.
Son activisme le pousse parfois à prendre des décisions qui heurtent à la fois ses collègues évêques et le Saint-Siège. Il remplace par exemple un évêque alors que le titulaire malade n’est pas encore décédé, ce qui pose évidemment quelques complications lors du rétablissement du prélat. Le pape Léon lui reprochera également un peu plus tard son ardeur missionnaire qui ne s’embarrasse guère des règles administratives, ni des cadres territoriaux et qui le pousse même parfois à adopter la manière forte : « Une troupe de soldats, nous a-t-on appris, suit Hilaire à travers les provinces et se met à sa disposition pour attaquer dans la confusion les églises que leurs propres évêques ont perdues ». 
L’affaire de l’évêque Chélidoine
Ce comportement lui vaut d’être durement sanctionné par le pape en 444 à propos de l’affaire de l’évêque Chélidoine (ou Célidoine). L’histoire rapporte qu’Hilaire allant rendre visite à Germain, évêque d'Auxerre, s’arrête à Besançon, où il organise un concile. Avec les évêques voisins, il dépose l'évêque de Besançon, Chélidoine, qui ne dépend pourtant pas de la juridiction d'Arles, sous le prétexte qu'il aurait épousé une veuve avant son entrée dans l'Église et aurait présidé à des exécutions. Pour se défendre, Chélidoine se rend à Rome auprès du pape Léon, obtient satisfaction et retrouve son siège épiscopal.
Hilaire, porté par son zèle, va à son tour à Rome en plein hiver (444-445). Mais sa défense est maladroite et Léon est prévenu et rendu méfiant vis-à-vis de l'ascétisme des moines-évêques : la décision est confirmée. Hilaire, déjugé par l’Église, est alors accusé  dans plusieurs affaires. La sanction est lourde : Léon le déclare séparé de la communion, lui ôte la juridiction non seulement sur les autres provinces, mais sur la Viennoise même, et lui défend d’ordonner aucun évêque et de se trouver à aucune ordination. Le pape va encore plus loin. Le 6 juin 445, il obtient de l’empereur Valentien III un rescrit contre Hilaire, présenté comme un homme rebelle à l’autorité du Siège Apostolique, et à la majesté de l’Empire. Cet édit, qui souligne la suprématie du pontife romain dans la surveillance des élections épiscopales, est une mesure dirigée contre les désirs d'indépendance manifestés par l’évêque d'Arles. 
Hilaire fait soumission à Léon mais se croit obligé de publier divers écrits pour défendre sa cause. Il se donne ensuite tout entier à la prière et à la prédication. On connaît aussi une lettre du préfet Auxiliaris à l’évêque Hilaire ; elle est datée de 445.
Hilaire constructeur de la cathédrale
À Arles, Hilaire est l’initiateur probable de la nouvelle cathédrale d'Arles appelée Saint-Étienne, située à la jonction du cardo et du decumanus, devenue depuis Saint-Trophime, et destinée à remplacer l'ancienne datant du second quart du IVe siècle, qui était située près du rempart sud-est de la ville. À cette occasion, l'Église d'Arles, sans doute avec l’accord du pouvoir civil, n'hésite pas à piller les monuments romains en les utilisant comme carrières, comme le théâtre antique en raison de sa proximité avec la nouvelle basilique et de l'hostilité chrétienne aux spectacles des comédiens.
Sa mort
Consumé par son zèle et ses austérités, Hilaire tombe malade à l'âge de 48 ans et, après avoir désigné son successeur, il remet son âme à Dieu, le 5 mai 449. On rapporte que, pendant ses funérailles, « on entendit chanter les Psaumes seulement en hébreu par les Juifs d'Arles, qui voulaient eux aussi honorer le Saint, car la voix des Chrétiens était étouffée par la douleur ». 
Le corps d'Hilaire est enterré dans l’église de Saint-Genès, celle où fut inhumé Honorat, et son sarcophage est conservé
D’après une lettre de Léon du 26 (ou du 22) août 449, Ravennius fut son successeur. Toutefois, la date de sa mort a fait l’objet d’une controverse : Bellarmin évoque 445, Aubert le Mire 446 et Gennade sous l’empereur Marcien, c’est-à-dire pas avant 450.